# Hydrotaea fumifera
Hydrotaea fumifera är en tvåvingeart som först beskrevs av Walker 1853.  Hydrotaea fumifera ingår i släktet Hydrotaea och familjen husflugor. Inga underarter finns listade i Catalogue of Life.